# Felice Gimondi
Felice Gimondi (1942. szeptember 29. – 2019. augusztus 16.) olasz profi kerékpáros. Háromszor nyerte meg a Giro d’Italiá-t, egyszer a Tour de France-t és a Vuelta a España-t.

## Pályafutása

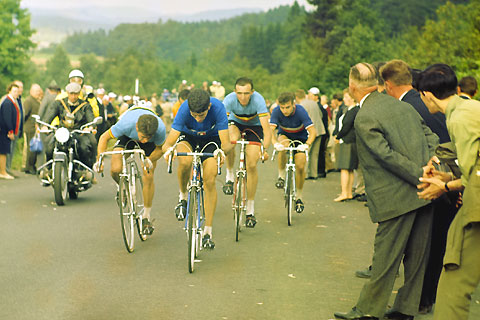
Verseny közben (1966)